# District du Locle
Le district du Locle est un ancien district suisse, situé dans le canton de Neuchâtel. Il compte 7 communes.

## Histoire
Dans le cadre de la réforme des institutions cantonales adoptée par référendum le 24 septembre 2017, et l'instauration d'une circonscription électorale unique, le district est supprimé le 1er janvier 2018 ; son rôle de découpage statistique est repris par la région Montagnes, incluant aussi le district de La Chaux-de-Fonds,,.

## Communes
Voici la liste des communes qui composaient le district avec, pour chacune, sa population.
| Nom                  | N° OFS | Population (décembre 2022) |
| -------------------- | ------ | -------------------------- |
| La Brévine           | 6432   | +000606,                   |
| Brot-Plamboz         | 6433   | +000282,                   |
| Le Cerneux-Péquignot | 6434   | +000325,                   |
| La Chaux-du-Milieu   | 6435   | +000489,                   |
| Le Locle             | 6436   | 11777                      |
| Les Ponts-de-Martel  | 6437   | +001 239,                  |
| Total                | Total  | +014 414,                  |